# Kanumarathon-Weltmeisterschaften 2019
Die 27. Kanumarathon-Weltmeisterschaften fanden vom 17. bis 20. Oktober 2019 im chinesischen Shaoxing statt. Der austragende Verband war die ICF.
Die Länge der Strecke betrug je nach Wettbewerb 3,9 km, 14,5 km, 25,9 km oder 29,7 km.
Es wurden sechs Wettbewerbe für Männer und fünf Wettbewerbe für Frauen ausgetragen. Darunter waren die Wettbewerbe im Short-Race mit ihrer Premiere bei Weltmeisterschaften.

## Medaillengewinner

### Herren

#### Canadier
| Disziplin     | Gold                                       | Zeit         | Silber                                | Zeit         | Bronze                           | Zeit         |
| ------------- | ------------------------------------------ | ------------ | ------------------------------------- | ------------ | -------------------------------- | ------------ |
| C1            | Spanien Manuel Antonio Campos              | 2:05:31,65 h | Tschechien Jakub Březina              | 2:05:42,04 h | Russland Kirill Schamschurin     | 2:05:50,13 h |
| C1 Short Race | Spanien Diego Romero                       | 16:17,54 min | Spanien Manuel Antonio Campos         | 16:18,86 min | Tschechien Jakub Březina         | 16:24,15 min |
| C2            | Spanien Manuel Antonio Campos Diego Romero | 1:59:06,33 h | Polen Mateusz Zuchora Mateusz Borgiel | 1:59:19,77 h | Ungarn Dániel Laczó Gergely Nagy | 2:00:33,31 h |

#### Kajak
| Disziplin     | Gold                                  | Zeit         | Silber                              | Zeit         | Bronze                                 | Zeit         |
| ------------- | ------------------------------------- | ------------ | ----------------------------------- | ------------ | -------------------------------------- | ------------ |
| K1            | Dänemark Mads Pedersen                | 2:08:34,21 h | Portugal José Ramalho               | 2:08:35,53 h | Argentinien Franco Balboa              | 2:08:56,51 h |
| K1 short race | Frankreich Cyrille Carré              | 14:20,20 min | Frankreich Jérémy Candy             | 14:21,51 min | Argentinien Franco Balboa              | 14:27,35 min |
| K2            | Frankreich Quentin Urban Jérémy Candy | 1:58:45,25 h | Ungarn Adrián Boros Krisztián Máthé | 1:58:49,19 h | Argentinien Franco Balboa Dardo Balboa | 1:58:55,97 h |

### Damen

#### Canadier
| Disziplin     | Gold                   | Zeit         | Silber                         | Zeit         | Bronze                        | Zeit         |
| ------------- | ---------------------- | ------------ | ------------------------------ | ------------ | ----------------------------- | ------------ |
| C1            | Ukraine Ljudmyla Babak | 1:19:30,84 h | Volksrepublik China Xin Caiyun | 1:21:03,84 h | Ungarn Zsófia Kisbán          | 1:21:56,98 h |
| C1 short race | Ukraine Ljudmyla Babak | 19:20,43 min | Ungarn Zsófia Kisbán           | 19:30,85 min | Volksrepublik China Wang Ying | 19:43,05 min |

#### Kajak
| Disziplin     | Gold                                    | Zeit         | Silber                                | Zeit         | Bronze                                  | Zeit         |
| ------------- | --------------------------------------- | ------------ | ------------------------------------- | ------------ | --------------------------------------- | ------------ |
| K1            | Ungarn Vanda Kiszli                     | 2:03:06,75 h | Ungarn Zsófia Czéllai-Vörös           | 2:03:13,76 h | Vereinigtes Königreich Lizzie Broughton | 2:03:17,26 h |
| K1 short race | Ungarn Vanda Kiszli                     | 15:40,29 min | Serbien Kristina Bedeč                | 15:41,38 min | Spanien Eva Barrios                     | 15:45,44 min |
| K2            | Ungarn Renáta Csay Zsófia Czéllai-Vörös | 1:56:30,22 h | Spanien Tania Fernández Tania Álvarez | 1:56:33,99 h | Spanien Irati Osa Arantza Toledo        | 1:56:56,72 h |

## Medaillenspiegel
| Rang   | Nation                 | Gold | Silber | Bronze | Gesamt |
| ------ | ---------------------- | ---- | ------ | ------ | ------ |
| 1      | Ungarn                 | 3    | 3      | 2      | 8      |
| 2      | Spanien                | 3    | 2      | 2      | 7      |
| 3      | Frankreich             | 2    | 1      | 0      | 2      |
| 4      | Ukraine                | 2    | 0      | 0      | 2      |
| 5      | Dänemark               | 1    | 0      | 0      | 1      |
| 6      | Volksrepublik China    | 0    | 1      | 1      | 2      |
| 6      | Tschechien             | 0    | 1      | 1      | 2      |
| 8      | Portugal               | 0    | 1      | 0      | 1      |
| 8      | Polen                  | 0    | 1      | 0      | 1      |
| 8      | Serbien                | 0    | 1      | 0      | 1      |
| 11     | Argentinien            | 0    | 0      | 3      | 3      |
| 12     | Russland               | 0    | 0      | 1      | 1      |
| 12     | Vereinigtes Königreich | 0    | 0      | 1      | 1      |
| Gesamt | Gesamt                 | 11   | 11     | 11     | 33     |